# Ibo Eze Norte
Ibo Eze Norte é uma Área de Governo Local no norte de Enugu (estado), Nigéria.  Faz fronteira com Kogi (estado) e Benue (estado). Sua sede está na cidade de Enugu-Ezike.
Tem uma área de 293 km² e uma população de 258 829 no recenseamento de 2006.
O código postal da área é 413.